# Chapiteau

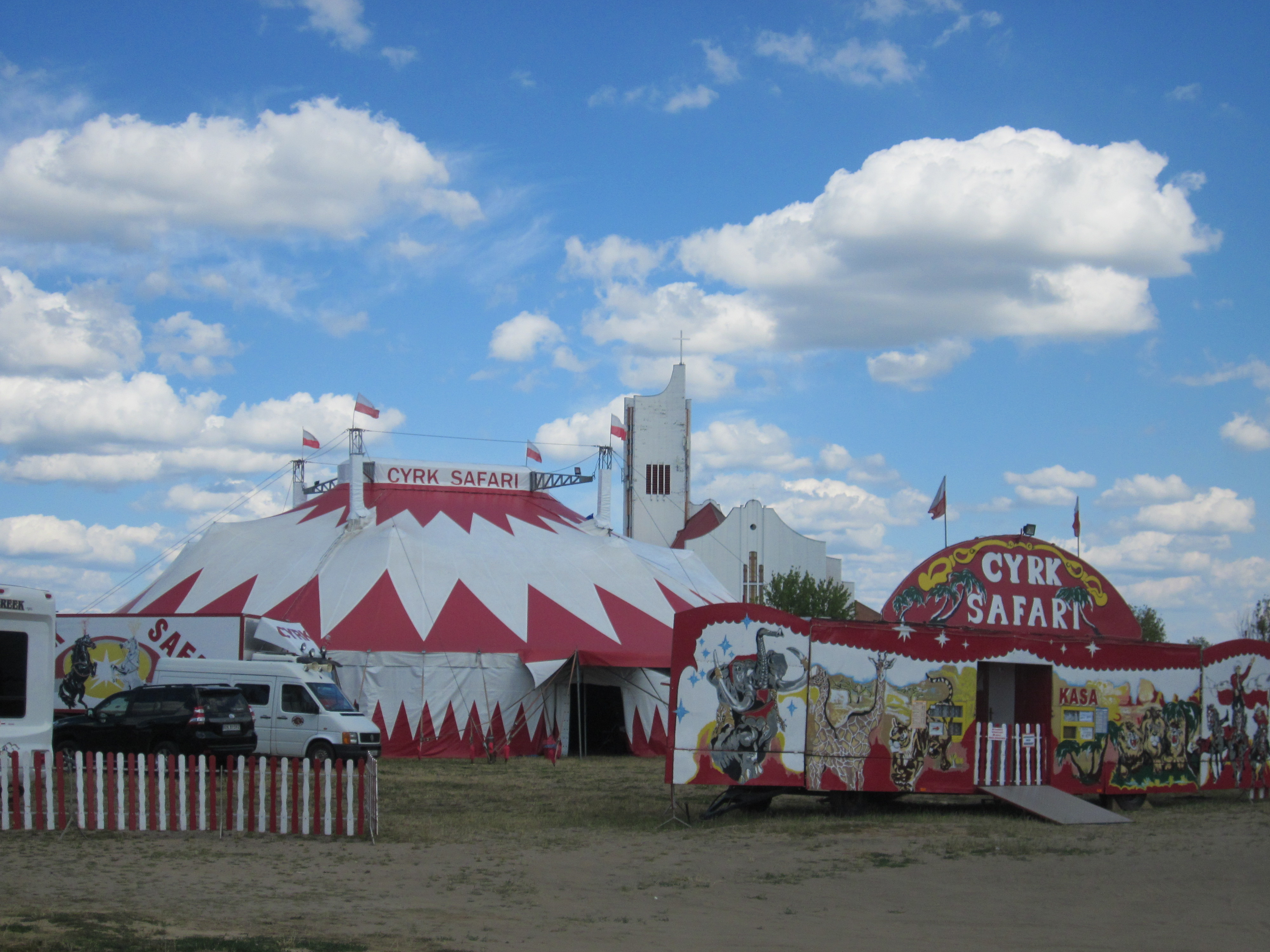
Chapiteau Cyrku Safari w Białymstoku

Chapiteau (franc.) – namiot cyrkowy o kształcie elipsy (w cyrkach wieloarenowych) wykonany z brezentu albo tworzyw sztucznych.